# Lasse Sætre
Lasse Sætre, född den 10 mars 1974 i Oslo, Norge, är en norsk skridskoåkare.
Han tog OS-brons på herrarnas 10 000 meter i samband med de olympiska skridskotävlingarna 2002 i Salt Lake City.